# Jean de Schulemberg
Jean de Schulemberg, comte de Montdejeu (* 1598 auf Burg Guincourt; † Ende März 1671 in Mont-de-Jeu) war ein französischer Adliger und Militär deutscher Abstammung. Er war Marschall von Frankreich und Lieutenant-général des Artois. Bis zu seiner Ernennung zum Marschall war er unter dem Namen Montdejeu bekannt, danach dann als Maréchal de Schulemberg.

## Leben
Er war der Sohn von Jean de Schulemberg, Seigneur de Montdejeu, und Anne d’Averhoult, Tochter von Jean d'Averhoult, Seigneur de La Lobe. Er wurde 1598 auf der Burg Guincourt geboren und auf der Akademie Sedan ausgebildet, bevor er die Militärlaufbahn einschlug.
Ab seinem 16. Lebensjahr war er Kornett von Henri de La Tour d’Auvergne, duc de Bouillon, Fürst von Sedan, und nahm 1614, als dieser der Stadt Vercelli im Piemont zu Hilfe eilte, an den Kämpfen teil. 1619 wurde er Kapitän einer Kompanie von Chevaulegers in der Armee, die zur Unterstützung des Kurfürsten von der Pfalz nach Böhmen gesandt wurde. Nach der Schlacht am Weißen Berg (8. November 1620) kehrte er nach Frankreich zurück.
1621, nach Ausbruch der Religionskriege, diente er bei der Belagerungen von Saint-Jean-d’Angély und der Montauban, und erhielt (ab der Belagerung von Pfalzburg) eine Kompanie im Régiment de Vaudémont (später Régiment de Phalsbourg genannt).
Er stellte ein Infanterieregiment auf, dessen Mestre de camp er am 3. Februar 1630 wurde, und das er 1632 unter dem Oberbefehl des Marschalls La Force nach Deutschland führte. Er wurde Gouverneur von Koblenz, das er 14 Monate lang verteidigte. 1637 besetzte er Festung Ehrenbreitstein, deren Blockade er 13 Monate standhielt und die schließlich gegen seinen Willen zurückgegeben wurde, woraufhin er die Unterzeichnung der Kapitulationsurkunde verweigerte.
Am 28. Juli 1637 erhielt er das Amt des Gouverneurs von Rue und Le Crotoy am Ärmelkanal. Am 1. Juli 1639 wurde er bei der Belagerung von Hesdin zum Maréchal de camp ernannt. 1640 wurde sein Infanterieregiment aufgelöst, er blieb aber Gouverneur bis 1649, dem Jahr, als er in der Picardiearmee half, den Übergang über die Schelde zu erzwingen. Am 10. März 1650 wurde er zum Lieutenant-général des Armées du Roi ernannt und nahm dann unter Marschall Le Plessis-Praslin an der Belagerung von Rethel teil, das sich am 14. Dezember ergab. Am Tag darauf (15. Dezember) nahm er am Sieg über die Spanier in der Nähe der Stadt teil. 1651 unterstand er dem Marschall Aumont, der sich in Flandern in der Defensive hielt.
Am 23. Februar 1652 wurde er zum Gouverneur von Arras ernannt, gab dafür das Gouvernement von Rue ab (als Gouverneur von Le Crotoy trat es im März 1656 zurück). Mit Auftrag vom 20. März 1652 stellte er ein Kavallerieregiment auf, am 4. April übertrug man ihm ein Infanterieregiment, das in Arras stationiert wurde. Als die Spanier am 4. Juli 1654 Arras einkreisten, hatte er 2500 Mann und 150 Pferde zur Verfügung, dazu 300 weitere, die nach Beginn der Belagerung in die Stadt gebracht werden konnte. Sein Abwehrkampf war so erfolgreich, dass nach zwei Monaten der Erzherzog Leopold Wilhelm von Österreich und der Prince de Condé fast keine Fortschritte erzielt, aber bereits 3500 Männer verloren hatte. Am 25. August erschienen die Marschälle Turenne, La Ferté und Hocquincourt vor der Stadt, und ein parallel unternommener Ausfall Montdejeus veranlasste die Spanier, sich zurückziehen. Dieser Erfolg brachte ihm am 26. Juni 1658 den Marschallstab ein und am 31. Dezember 1661 die Ernennung zum Ritter im Orden vom Heiligen Geist.
Nach dem Pyrenäenfrieden (7. November 1659) und der regionalen Neuordnung des Artois wurde Montdejeus Regiment am 18. April 1661 aufgelöst. Am 5. Juni 1661 wurde er zum Lieutenant-général des Artois ernannt. Nach dem Tod des Marschalls Clérembault (24. Juli 1665) wurde er am 27. Oktober 1665 zum Gouverneur des Berry einschließlich Bourges und Issoudun ernannt, sowie zum Grand-Bailli der Provinz, weswegen er als Gouverneur von Arras und Lieutenant-général des Artois zurücktrat. Am 26. Mai 1688 wurde sein Infanterieregiment aufgelöst. Er zog sich nach Montdeujeu zurück, wo er im Ende März 1671 starb.
Jean de Schulemberg war mit de Madeleine de Roure de Forceville († 1674) verheiratet, einer Tochter des Seigneur de Basancourt (Bezaucourt). Die Ehe blieb kinderlos.